# Palmares
Palmares este un oraș în Pernambuco (PE), Brazilia.